# Laminafroneta
Laminafroneta Merrett, 2004 è un genere di ragni appartenente alla famiglia Linyphiidae.

## Distribuzione
Le tre specie oggi note di questo genere sono state rinvenute in varie località dell'Africa centrale: Congo, Kenya, Camerun, Tanzania, Ruanda ed Etiopia.

## Tassonomia
Per la determinazione delle caratteristiche della specie tipo sono tenute in considerazione le analisi sugli esemplari di Afroneta bidentata Holm, 1968.
Dal 2004 non sono stati esaminati esemplari di questo genere.
A dicembre 2012, si compone di tre specie secondo l'aracnologo Platnick e di due specie secondo l'aracnologo Tanasevitch:
- Laminafroneta bidentata (Holm, 1968)[3] — Congo, Kenya, Ruanda
- Laminafroneta brevistyla (Holm, 1968) — Camerun, Congo, Kenya, Tanzania
- Laminafroneta locketi (Merrett & Russell-Smith, 1996)[4] — Etiopia